# Philippe Doumic
Pour les articles homonymes, voir Doumic.
Philippe René Doumic est un photographe français né le 11 décembre 1927 à Paris et mort le 8 décembre 2013 à Souvigny-en-Sologne dans le Loir-et-Cher.
Entre 1957 et 1970, il travaille pour Unifrance film et réalise plusieurs milliers de photos en noir et blanc, puis en couleur, des étoiles montantes du cinéma français. Certains de ses portraits du cinéma font le tour du monde, à l’instar de la célèbre photo de Jean-Luc Godard, emblématique du cinéma de la Nouvelle Vague.

## Biographie
Fils d’Antoinette et de Jacques Doumic et petit-fils de l’académicien René Doumic, Philippe Doumic est le dernier d’une famille de huit enfant.
Pendant la guerre, il est envoyé à douze ans dans une ferme, s’occupant des animaux en échange de nourriture. Une histoire d’« Animour » indissociable de sa vie et de son art, l’attachera aux bêtes et à la nature.
Après son bac, il refuse de poursuivre  de longues études comme ses frères et sœurs. Il achète son premier appareil Leica grâce à l'argent  qu’il a gagné en faisant visiter le château de Chambord. Puis il commence à travailler pour des publications spécialisées de l’époque comme Lisette, La Vie ouvrière, Notre temps, Océan.
Navigateur, il est parmi les fondateurs de l’école des Glénans créée par Philippe Viannay et Hélène Viannay. Il construit lui-même ses premiers bateaux et fait connaitre les plans de l’Optimist en France.
Il partage sa vie entre la navigation et la photo, au moment où il rencontre Arlette Lagrave, qui dans les années 1950, devient sa femme et son modèle.

## Voyage photographique en Asie
Soutenu par sa femme, il se consacre pleinement à la fin des années 1950 à son métier de photographe et s’envole avec elle pour un long voyage en Asie : Japon, Vietnam, Thaïlande, Cambodge d’où il rapporte ses premiers reportages photos qu’il publie dans plusieurs journaux en France.

## Le portraitiste du cinéma
Entre 1957 et 1970, il travaille pour Unifrance film et réalise de nombreux portraits en noir et blanc puis en couleur, des étoiles montantes du cinéma français : 
- Actrices et acteurs, parmi lesquels : Brigitte Bardot, Jeanne Moreau, Alain Delon, Jean-Paul Belmondo, Catherine Deneuve, Françoise Dorléac, Annie Girardot, Lino Ventura, Jean-Pierre Cassel, Daniel Gélin, Jean Rochefort, Philippe Noiret, Danièle Delorme, Marie Laforêt, Maurice Ronet, Jean-Claude Brialy, Mireille Darc, Sami     Frey, Jean-Louis Trintignant, Michel Piccoli, Marlène Jobert, Jean     Yanne, Marie Dubois, Bernadette Lafont, Macha Méril, Jacques Charrier, Marina Vlady, Françoise Fabian, Marie-France Pisier, Claude Jade, Anny Duperey, Anna Karina, Alexandra Stewart, Jean–Pierre Léaud, Jean     Gabin, Michel Simon, Gérard Philippe.
- Cinéastes : Jean-Pierre Melville, Marcel Carné, René Clair, François Truffaut, Claude Lelouch, Jean-Luc Godard, Agnès Varda, Jacques Demy, Yves Robert, Bertrand Blier, Jean-Pierre Mocky et de nombreux autres.

Ses photos des « étoiles montantes » du cinéma font pour certaines le tour du monde, à l’instar de la célèbre photo de Jean-Luc Godard, emblématique du cinéma de la Nouvelle Vague.
D’autres sont publiées dans des journaux comme Paris Match, L’Express, Marie-France, Le Figaro, France-Soir ; beaucoup restent inédites. Toutes constituent aujourd’hui un fonds photographique unique.

### Le portrait de Jean-Luc Godard
En 1963, Philippe R. Doumic réalise une série de portraits de Jean-Luc Godard à l'occasion de la sortie de son film Les Carabiniers. Le portrait de Godard à la pellicule deviendra légendaire et fera la couverture de nombreux ouvrages en France et dans le monde, à l'instar du livre de référence d'Alain Bergala : Godard par Godard.

## Le journaliste photographe
Dans les années 1970, il devient le photographe du Salon de l’automobile, du Mobilier International et il poursuit ses reportages photos entre autres pour le magazine féminin Femme d’aujourd’hui, pour lequel il travaillera régulièrement pendant trente années.

## Le photographe d'œuvres d'art
Dans les années 1980, il photographie des objets d’art, réalisant les photos d’œuvres célèbres, comme les sculptures de Camille Claudel.
Un autre travail photographique dont il s’éloigne progressivement à la fin des années 1990 pour veiller sur sa femme atteinte de la maladie d’Alzheimer. Il s’installe alors définitivement avec elle en Sologne.
Philippe R. Doumic meurt le 6 décembre 2013 à l’âge de 85 ans, six ans après sa femme, à Souvigny en Sologne.
Depuis décembre 2020, ses photos sont distribuées par l’agence Gamma-Rapho.

## Expositions
En 2018, Sébastien Cauchon, directeur de la communication d’Unifrance Films, prend connaissance des photos de Philippe Doumic dans les archives familiales ouvertes par sa fille Laurence Doumic. Il en résulte deux expositions en 2019 :
- En avril 2019 : French Icons - Exposition organisée à l’occasion des 70 ans d’Unifrance – Galerie Cinéma Paris[4].
- En août 2019 : French Icons – Exposition organisée dans le cadre du Festival du film Francophone d’Angoulême[5].